# Come again (Ronnie Flex)
Come again is een lied van de Nederlandse rapper Ronnie Flex en de Algerijns-Franse rapper Boef. Het werd in 2017 als single uitgebracht en stond in hetzelfde jaar als elfde track op het album Rémi van Ronnie Flex, waar het de derde single van was, na Plek als dit en Energie.

## Achtergrond
Come again is geschreven door Ronell Plasschaert, Boaz de Jong, Sofiane Boussaadia, Rashid Badloe, Giordano Ashruf en Shareef Badloe en geproduceerd door Boaz van de Beatz, Afro Bros en Ronnie Flex. Het is een nummer uit het genre nederhop. In het lied rappen en zingen de artiesten over een dame die zij mooi en leuk vinden en graag mee willen zijn. Het nummer werd bij radiozender NPO FunX uitgeroepen tot DiXte track van de week en won in 2018 de FunX Award voor "beste collabo". De single heeft in Nederland de vierdubbele platina status.
Het is niet de eerste keer dat de twee artiesten met elkaar samenwerken. Eerder deden ze dit op Speciaal. Ze herhaalden de samenwerking op Slow down, Miljonair, Spectakel en Als je bij me blijft.

## Hitnoteringen
De artiesten hadden succes met het lied in de hitlijsten van het Nederlands taalgebied. Het piekte op de tweede plaats van zowel de Nederlandse Single Top 100 als de Nederlandse Top 40. Het was 37 weken in de Single Top 100 en dertien weken in de Top 40 te vinden. In de Vlaamse Ultratop 50 was er geen notering; het kwam hier tot de dertigste plaats van de Ultratip 100.